# Jacopo Bonfadio

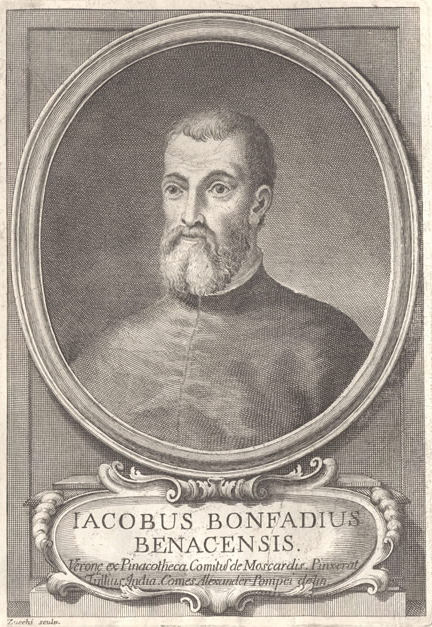
Jacopo Bonfadio

Jacopo Bonfadio (Roè Volciano, 1508 — Gênova, 19 de julho de 1550) foi um humanista e historiador italiano.

## Biografia
Educou-se nas cidades de Verona e Pádua e trabalhou como secretário de vários membros do clero romano e napolitano. Em 1540, foi tutor de Torquato, filho do cardeal humanista Pietro Bembo. Bonfadio ganhou renome através de suas poesias, vindo a lecionar filosofia na Universidade de Gênova em 1544. No mesmo ano, o Governo da República contratou-o para escrever a história da cidade.
Sua obra "Annales Genuendis" foi finalizada em 1550 e prontamente despertou a ira de poderosas famílias genovesas - Doria, Adorno, Spinola e Fieschi - que se sentiram hostilizadas com o texto. Seus inimigos, então, acusaram-no de seduzir um de seus estudantes e Bonfadio acabou condenado à morte pelo crime de sodomia.
O escândalo produzido pela sentença mobilizou intelectuais em toda a Itália numa vã tentativa de salvá-lo. Com o passar do tempo a crítica à execução se manteve e para se livrar de complicações o Governo genovês destruiu os registros do julgamento.